# كتلة التمايز 3

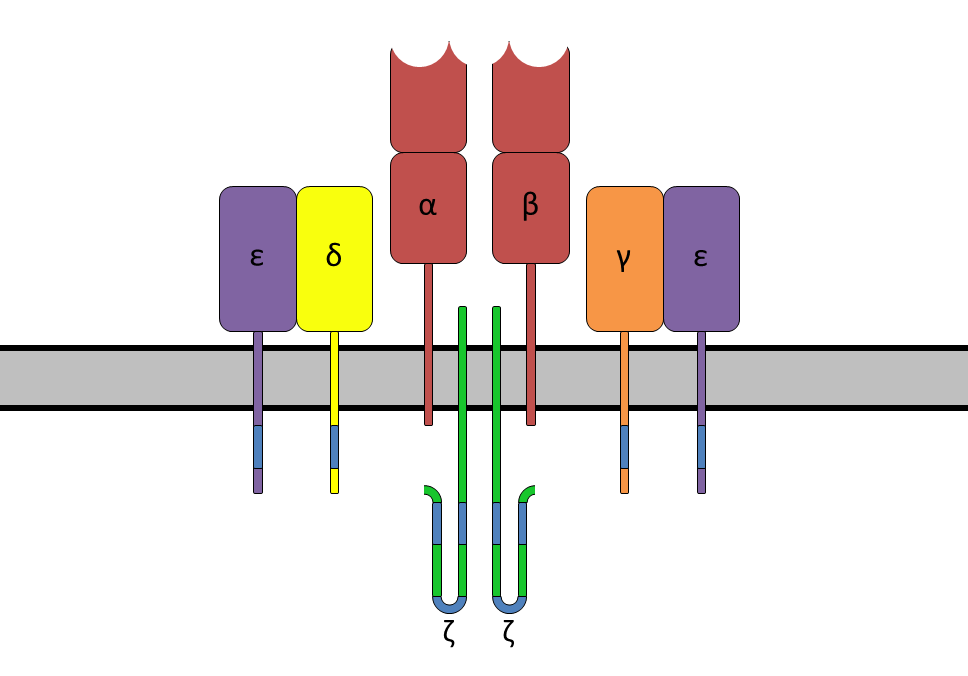
مركب مستقبلات الخلايا التائية مع مستقبلات الخلايا التائية-α وسلاسل مستقبلات الخلايا التائية-β (أعلى) وجزيئات ملحقات سلسلة-ζ (أسفل) و CD3 (يمثلها CD3γ وCD3δ واثنين من CD3ε).

كتلة التمايز 3 أو عنقود التمايز 3 (CD3) عبارة عن مركب بروتيني ومستقبل مساعد للخلايا التائية يشارك في تنشيط كل من خلايا تي القاتلة (CD8 + الخلايا التائية ) والخلايا التائية المساعدة (CD4 + الخلايا التائية البسيطة). وهي تتألف من أربع سلاسل متميزة. في الثدييات، يحتوي المركب على سلسلة CD3γ وسلسلة CD3δ وسلسلتين CD3ε. ترتبط هذه السلاسل بمستقبلات الخلايا التائية وسلسلة CD3-ζ لتوليد إشارة تنشيط في الخلايا اللمفاوية التائية.يشكل مستقبل الخلايا التائية CD3-ζ وجزيئات CD3 الأخرى معًا معقد مستقبل الخلايا التائية.

## تركيب
سلاسل CD3γ وCD3δ وCD3ε هي بروتينات سطح الخلية شديدة الارتباط من عائلة الغلوبولين المناعي التي تحتوي على مجال جلوبيولين مناعي واحد خارج الخلية.
تم حل بنية المناطق خارج الخلية وعبر الغشاء لمجمع CD3γε /CD3δε /CD3ζζ /TCRαβ باستخدام المجهر الإلكتروني فائق البرودة، والذي يُظهر لأول مرة كيف تقوم مناطق الغشاء CD3 بإحاطة مناطق غشاء مستقبلات الخلايا التائية في برميل مفتوح.
تحتوي منطقة الغشاء في سلاسل CD3 على بقايا حمض الأسبارتيك سالبة الشحنة، وهي خاصية تسمح لهذه السلاسل بالارتباط بسلاسل مستقبلات الخلايا التائية الموجبة الشحنة.
يحتوي كل من الذيل داخل الخلايا لجزيئات CD3γ وCD3ε وCD3δ على عنصر واحد محفوظ يُعرف باسم معزز التنشيط القائم على التيروزين المناعي، وهو أمر ضروري لقدرة الإشارة لمستقبل الخلية التائية. يحتوي الذيل داخل الخلايا لـ CD3ζ على 3 أشكال تنشيط قائمة على التيروزين للمستقبلات المناعية.

## تنظيم
فسفرة معزز التنشيط القائم على التيروزين المناعي على CD3 تجعل سلسلة CD3 قادرة على ربط إنزيم يسمى بروتين كينيز المرتبط بسلسلة زيتا 70، وهو كيناز مهم في سلسلة الإشارات للخلية التائية.

## كهدف دوائي
نظرًا لأن CD3 مطلوب لتنشيط الخلايا التائية، فإن الأدوية (غالبًا ما تكون الأجسام المضادة أحادية النسيلة) التي تستهدفها تخضع للتحقيق باعتبارها علاجات مثبطة للمناعة (على سبيل المثال، otelixizumab) لمرض السكري من النوع الأول وأمراض المناعة الذاتية الأخرى.

## كهدف دوائي في أبحاث السرطان
يتم تطوير علاجات دوائية جديدة مضادة للسرطان بناءً على مستقبل الخلايا التائية CD3 (مجموعة التمايز 3)، مع تصميم الجزيئات لتغيير إشارة التحفيز المشترك للمساعدة في جعل الخلية التائية تتعرف على الخلية السرطانية وتصبح نشطة بالكامل. كانت السرطانات التي تمتلك مستقبلات حاجز تنظيم المناعة B7-H3 على الخلية السرطانية أحد هذه الأهداف في التجارب السريرية. يتم التعبير عن هذا البروتين B7-H3 في الخلايا السرطانية لأنواع عديدة من السرطان. غالبًا ما يحتوي الدواء على مجالين، أحدهما يربط الخلايا التائية CD3، والآخر يستهدف الخلايا السرطانية ويربطها.

## الكيمياء النسيجية المناعية
يتم التعبير عن CD3 مبدئيًا في سيتوبلازم الخلايا التيموسية البادئة، وهي الخلايا الجذعية التي تنشأ منها الخلايا التائية في الغدة الزعترية. تتمايز الخلايا التيموسية البادئة إلى الخلايا التيموسية، ثم إلى الخلايا التيموسية النخاعية، وفي هذه المرحلة الأخيرة يبدأ مستضد CD3 في الهجرة إلى غشاء الخلية. تم العثور على المستضد مرتبطًا بأغشية جميع الخلايا التائية الناضجة، ولا يوجد تقريبًا في أي نوع آخر من الخلايا، على الرغم من أنه يبدو موجودًا بكميات صغيرة في خلايا بركنجي.
هذه الخصوصية العالية، جنبًا إلى جنب مع وجود CD3 في جميع مراحل تطور الخلايا التائية، تجعلها علامة كيميائية مناعية مفيدة للخلايا التائية في أقسام الأنسجة. يظل المستضد موجودًا في جميع الأورام اللمفاوية للخلايا التائية وسرطان الدم تقريبًا، وبالتالي يمكن استخدامه لتمييزها عن أورام الخلايا البائية والأورام النخاعية المتشابهة ظاهريًا.

## روابط خارجية
- Mouse CD Antigen Chart
- Human CD Antigen Chart